# Eastern Standard Time

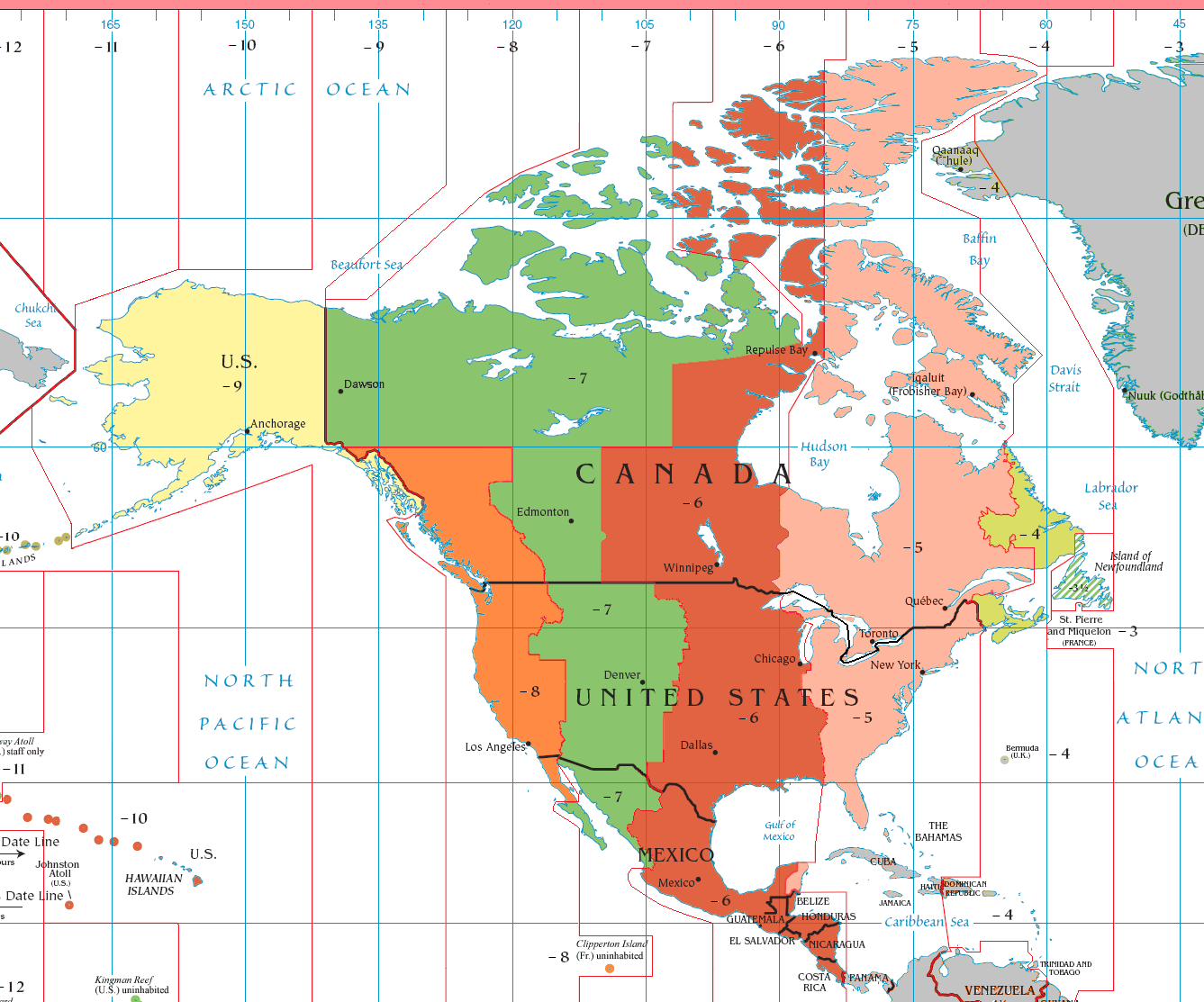
De Eastern Standard Time-zone is rechts op deze kaart in roze aangegeven.

De Eastern Standard Time (afkorting: EST) is een tijdzone die 5 uur achterloopt op UTC.
De landen die in de EST vallen zijn (landen met * hanteren een periodieke zomertijd):
- Brazilië* (Acre)
- Canada (Nunavut (oostelijk)*, Ontario*, Quebec*)
- Kaaimaneilanden
- Colombia
- Cuba*
- Ecuador
- Haïti
- Jamaica
- Panama
- Peru
- Turks- en Caicoseilanden*
- Verenigde Staten (Connecticut*, Delaware*, District of Columbia*, Florida (grootste gedeelte)*, Georgia*, Indiana, Kentucky (oostelijk)*, Maine*, Maryland*, Massachusetts*, Michigan*, New Hampshire*, New Jersey*, New York*, North Carolina*, Ohio*, Pennsylvania*, Rhode Island*, South Carolina*, Tennessee (oostelijk)*, Vermont*, Virginia*, West Virginia*)